# Adolf von Trotha
Adolf Lebrecht von Trotha, né le 1er mars 1868 à Coblence et mort le 11 octobre 1940 à Berlin est un haut officier de marine de la marine impériale allemande qui fut amiral en fin de carrière.

## Famille
Adolf von Trotha est le troisième fils de Karl von Trotha (1834-1870) qui meurt au combat pendant la guerre de 1870 contre la France, alors qu'Adolf n'a que deux ans. Il épouse Anna von Veltheim (de) (1877-1964), le 4 juin 1902, au château de Destedt (de). C'est la fille du grand chambellan et grand écuyer de la cour du duché de Brunswick, Fritz von Veltheim, propriétaire du domaine de Destedt et de son épouse, née Elisabeth von Krosigk (de).

## Biographie

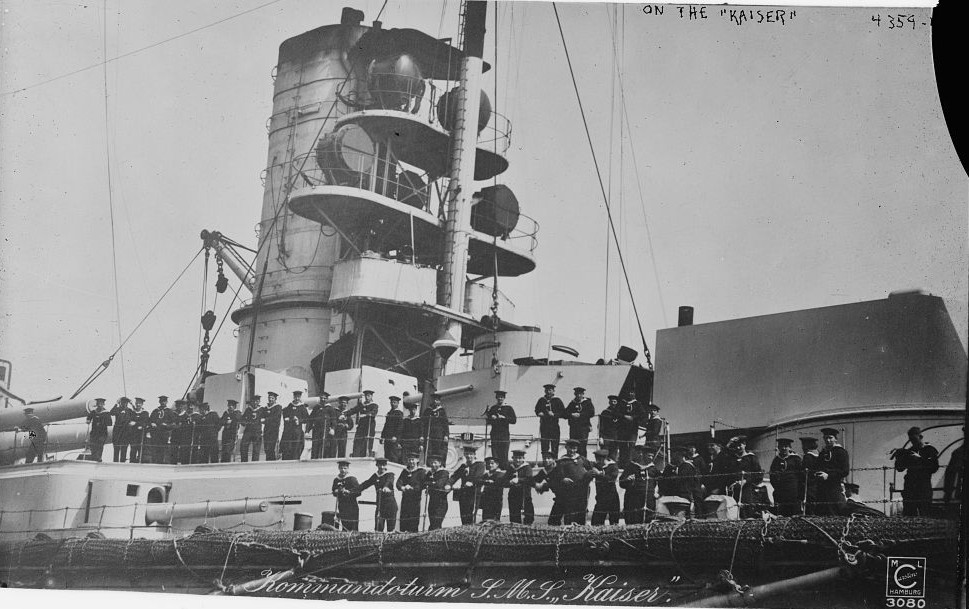
Photographie du pont du Kaiser

Adolf von Trotha fait ses études au lycée royal Guillaume de Berlin. Il entre dans la marine impériale en tant que cadet, le 1er avril 1886, et est nommé lieutenant de vaisseau (qui correspond au grade de lieutenant en France) en 1891. Il devient commandant de bord du torpilleur SMS D3, puis officier de navigation du croiseur SMS Seeadler. Il est nommé lieutenant-capitaine en 1899, et sert à l'état-major de l'escadre d'Extrême-Orient, jusqu'en 1901. Il prend part à la lutte contre la révolte des Boxers en Chine.
Adolf von Trotha est ensuite officier d'état-major au département de la marine impériale (Reichsmarineamt) de 1901 à 1906, sous les ordres d'Alfred von Tirpitz. Il est élevé au grade de Kapitän zur See en 1904 et sert comme chef de département au cabinet de la marine, puis devient commandant de bord du croiseur SMS Königsberg en décembre 1910 et commandant du navire de ligne SMS Kaiser, le 20 septembre 1913.
Il est nommé, le 29 janvier 1916, chef d'état-major de la Hochseeflotte et participe en tant que tel à la terrible bataille du Jutland, puis il devient contre-amiral, le 17 décembre 1916, puis amiral à la suite et chef du département du personnel du secrétariat de la marine impériale en 1918. Il est nommé chef du cabinet naval impérial (Marinekabinett), peu avant la fin de la guerre de 1914-1918. Fin octobre, son plan d'engager une dernière fois la Royal Navy par un baroud d'honneur se heurte aux mutineries de Kiel, aux conséquences catastrophiques puisqu'elles entraînent le soulèvement de tous les grands centres industriels du Reich. Pourtant, lorsque l'Empire s'écroule, von Trotha conserve son poste et même devient chef de l'amirauté de la nouvelle marine allemande (Reichsmarine), le 26 mars 1919, qui prend la place de l'ancien secrétariat (Reichsmarineamt).
Adolf von Trotha est élevé au grade de vice-amiral, le 21 octobre 1919. Lorsque le putsch de Kapp intervient en mars 1920, Trotha adopte la position selon laquelle la marine doit se mettre à la disposition du nouveau gouvernement des putschistes. Cela conduit donc à sa démission, le 5 octobre 1920, après que le régime de la république de Weimar eut mis fin aux désordres et en conséquence le vice-amiral est l'objet d'une procédure.
Adolf von Trotha se rend ensuite quelques mois auprès du Kaiser en exil au château de Doorn. Rentrant en Allemagne, il prend la direction, en 1921, des Deutschnationale Jungendbunde (ligues nationales de la jeunesse allemande), devenues plus tard le Großdeutscher Bund et supprimées en 1933.
Il est nommé au conseil d'État de l'État libre de Prusse en 1933 et prend la direction le 23 mars 1934 du Reichsbund der deutscher Seegeltung. Il participe aux cérémonies du vingtième anniversaire de la bataille du Jutland devant le mémorial naval de Laboe, qui sont ouvertes en présence du chancelier Hitler, le 30 mai 1936, et qui coïncident avec l'inauguration du monument qui étaient en construction depuis 1927.
Il est enterré au cimetière de la paroisse luthérienne-évangélique de Glienicke/Nordbahn.

## Œuvre
- (de) Die Einheit des Deutschtums und das Weltmeer, Armanen-Verlag, Leipzig, 1934